# Danmarks dronninger
Dette er en liste over Danmarks dronninger fra 800-tallet og frem til vor tid.
Af listen fremgår det også, hvem deres forældre var og hvem de var gift med. Listen indeholder to regerende dronninger; Margrete I og Margrethe II af Danmark.
Antallet af dronninger vi har kendskab til fra historisk tid lader sig ikke fastslå med absolut sikkerhed, idet svaret også afhænger af, hvem man vil regne med som egentlige dronninger, men ud fra forskellige måder at overveje svaret på, ligger det nok et sted mellem 58 og 66 dronninger i alt fra historisk tid.
Thyra Danebod er kendt fra diverse runesten, blandt andet Jellingstenene og selvom hun ikke er den første dronning, vi kender til, så betragtes hun nok ofte som den første, i det alle regerende monarker (på nær en enkelt) i Danmark, der kom efter Thyra Danebods ægtefælle Gorm den Gamle, nedstammer fra Thyra Danebod.
For nogle af dronningerne fra historisk tid er oplysningerne sparsomme. For enkelte af dem hersker der også usikkerhed om identiteten.
Dronningernes position og stilling har varieret gennem århundrederne. Flere af dem udøvede selv magt i større eller mindre grad, særligt i middelalderen.
Andre har levet mere tilbagetrukket som privatpersoner og er senere primært blevet kendt som mødre til diverse tronfølgere.
Størstedelen af ægteskaberne blev indgået af dynastiske årsager i forsøg på at danne nye politiske alliancer. Til trods for det kan man enkelte gange få små indblik i den enkelte dronnings ægteskab og personlighed. Som for eksempel med Elisabeth af Habsburg, som kom fra Holland, da hun blot var 15 år gammel for at gifte sig med den 34 år gamle Christian 2. i 1515 . Det er ikke vanskeligt at antage, at hun længtes hjem til livet som hun kendte det fra Holland. Hun savnede at have friske grøntsager på bordet og derfor inviterede kongen hollandske bønder til at slå sig ned i Store Magleby på Amager. Stedet omtales den dag i dag som "Hollænderbyen".
En dronning, som har sat et markant aftryk i den historiske erindring, er Caroline Mathilde, som giftede sig med Christian 7. i 1766. Kongens senere sindsygdom var på dette tidspunkt ikke fuldkomment i udbrud og deres første år sammen var karakteriseret af selskabelighed med dronningen som midtpunkt.
Senere kom livlægen Struensee ind i billedet og hendes liv ændrede sig herefter radikalt. Det hele endte et par år efter med at Struensee blev henrettet mens hun selv blev landsforvist til Celle uden muligheder til at se sine to børn igen. Hun døde ikke længe efter, bare 23 år gammel.

## Dronningernes afstamning
Hvor danske var disse danske dronninger så af oprindelse, kan man spørge? Ja hovedparten kom fra andre lande end Danmark, men nogle havde dog rod i Danmark eller nær tilknytning til Danmark.

Ofte er der alene blevet set på, hvem der var far til de forskellige dronninger, eller hvor de var født, men hvis man i stedet vælger at se på, hvorvidt dronningerne havde mindst én forældre, der var dansk eller sønderjysk/slesvigsk, så viser det sig, at op til 15 af dronningerne fra Asfrid til Margrethe 2. var ud af et ægteskab, hvor i hvert fald mindst én af forældrene var af dansk/sønderjysk familie.
Andre måder at betragte dronningernes afstamning på kunne dels være, i hvilken udstrækning de forskellige dronninger er i familie med hinanden eller ligefrem nedstammer fra hinanden, eller alternativt hvor mange af de efterfølgende dronninger, der nedstammer fra dronning Thyra, den første danske dronning hvorom vi har et sikkert kendskab til efterkommere frem til vore dage. En del oplysninger herom kan man (for de ældre dronningers vedkommende) bl.a. finde i (eller uddrage fra) S. Otto Brenners kendte genealogiske værk fra 1965 Nachkommen Gorms des Alten (König von Dänemark -936-) I.-XVI. Generation. Også Europas fyrstehuse. En genealogisk nøgle (af Robert W. Harvest og Helga Tulinius) som Politikens Forlag udgav i 1977 leverer righoldigt med information til forståelse af de indbyrdes slægtsforhold dronningerne (og kongerne) imellem. Standardværket til oversigt over alle medlemmer af de nordiske landes kongeslægter (hvis vi taler om informationer om forhold der ligger før ca. 1850) er dog stadig J. P. F. Kønigsfeldts Genealogisk-historiske Tabeller over de nordiske Rigers Kongeslægter fra 1856.

## Regerende dronninger
Indtil videre er der kun to dronninger i danmarkshistorien, der har regeret landet i eget navn nemlig Margrete 1. og Margrethe 2.. Med ændringen af tronfølgeloven i 2009 er der dog skabt øget mulighed for, at flere regerende dronninger kan komme til i fremtiden.
Adskillige dronninger har dog i kortere eller længere perioder fungeret som landets regenter - eller som en udøvende magt bag tronen, når den siddende konge var af svag natur, men gift med en kløgtig dronning, der var i stand til at vurdere, hvordan rigets sager kunne styres bedst muligt.

## Dronninger fra 800-tallet
Der omtales flere dronninger eller ægtefæller til danske konger fra det 9. århundrede i forskellige krøniker og sagaer, men egentlig historisk sikre oplysninger om disse dronninger, kan være svære at udskille. Kun få udenlandske kilder omtaler danske dronninger fra denne periode. F.eks. skriver Notker Balbulus fra Sankt Gallen i 883 om kong Godfreds hustru, uden dog at nævne noget navn. Den mauriske poet og diplomat al-Ghazāl (de) blev i 845 af emiren af Córdoba sendt på en diplomatisk mission til nordboernes land, hvor han bl.a. havde adskillige møder med dronning "Nud". Der er ikke fuld enighed om, hvorvidt dette nordiske land sigter til Danmark (hvor kong Horik regerede i 845), eller om det sigter til en af vikingernes konger i Irland (f.eks. Gofraid of Lochlann (en)). Skulle historien om "Nud" sigte til en dansk dronning (kong Horiks dronning) er Nud givetvis nok snarere et poetisk arabisk navn end det egentlige navn for dronningen. Al-Ghazāl beskrev indgående sit møde med dronning Nud i flere digte. Den dronning, vi kan være mest sikre på af 800-tallets danske dronninger, er Harald Klaks dronning. Ganske vist får vi ikke hendes navn at vide, man vi får detaljerede informationer om hendes dåb i 826.
| Navn                          | Billede               | Årstal                                                         | Forældre | Ægtefælle   | Død    |
| ----------------------------- | --------------------- | -------------------------------------------------------------- | -------- | ----------- | ------ |
| N.N. (dansk dronning 826-827) | ikke-samtidigt maleri | Døbt i 826 sammen med sin mand i Skt. Albans Basilika i Mainz. | Ukendt   | Harald Klak | Ukendt |
| Navn                          | Billede               | Årstal                                                         | Forældre | Ægtefælle   | Død    |

## Dronninger fra 900-tallet og indtil 1374
For flertallet af de konger, der regerede i 900-tallet, har vi ikke nogle efterretninger om, hvem de var gift med. Vi kender således ikke som udgangspunkt noget til navne på dronninger for kongerne Olaf, Hardeknud, Gurd, Sigtryg eller Toke. De første sikre dronninger, vi har efterretninger om, er dronningerne til kongerne Gnupa (Asfrid) og Gorm (Thyra). Begge disse dronninger kan bedst tidsfæstes til 930'erne.

En række af de senere konger var ikke gift, og vi har heller ikke efterretninger om, at de skulle have fået børn. Det gælder kongerne Harald 2., Hardeknud og Oluf Håkonsen.

For Magnus den Gode (konge af Norge og Danmark) ved vi, at han ikke var gift, men at han havde barn med en frille. For den skånske (mod)konge Oluf Haraldsen (nogle gange kaldet Oluf 2.), der regerede 1040-1043, har vi ingen efterretninger om hans giftemål, og altså heller ikke noget navn, på hans (eventuelle) dronning. Det antages dog, at Oluf havde en søn, der selv i 1182 forsøgte at blive konge i Skåne. Vi har dog heller ingen oplysninger om mødrene afstamning eller ægteskabelige forhold for denne tronprætendent.
| Navn                                                   | Billede | Født | Forældre | Ægtefælle(r) | Død |
| ------------------------------------------------------ | --- | --- | --- | --- | --- |
| ? (Asbod eller Asmod) ?                                | Runestenen fra Ravnkilde, hvor 'dronning' Asbod/Asmod er nævnt | ? | ? | ? | ? |
| Asfrid Odinkarsdatter                                  | Den lille Sigtrygsten som dronning Asfrid lod rejse | Levede i 930'erne | Odinkar (måske en jysk stormand) | Gnupa | Ukendt |
| Thyra Danebod (egentlig: Thorvi) (dåbsnavn: Theophani) | ikke-samtidigt maleri | Levede (overvejende sandsynligt) i 930'erne ---------------- Thyra er den ældste blandt vore dronninger, som eftertidens danske konger og nogle af dronningerne tillige med sikkerhed kan spore deres afstamning tilbage til. | Kilderne har forskellige bud på, hvem faderen kunne være (en jysk jarl, Harald, og en engelsk konge (identifikationen er noget usikker) er blandt kandidaterne, der er i spil som Thyras far) | Gorm den Gamle | Før eller i år 958 (Iflg. traditionen er hun begravet i gravhøjen i Jelling) (eller gravhøjen kan for et kortere tidsrum have tjent som gravsted for Thyra, da kilder lader antyde, at hun kan være blevet genbegravet op til flere gange) |
| Tove af Danmark (egentlig: Tófa)                       | Runestenen som Tove fik rejst | Ukendt | Fyrst Mistivoj | Knud Danaást forår-efterår 962 Harald Blåtand 963 - ? (til den ene ægtefælles død)                                                          | Ukendt |
| Gunhild                                                | | Ukendt | Ukendt | Harald Blåtand | Ukendt |
| Gyrid (legendarisk ?)                                  | | Levede i 980'erne | Olav Bjørnsson og Ingeborg Thrandsdatter | Harald Blåtand | Ukendt |
| Gunhild af Polen (måske: Świętosława)                  | | Ca. 967 | "Burislav af Venden" (evt. Mieszko 1.) | Svend Tveskæg Én af Svend Tveskægs hustruer skulle tillige have været gift med Erik Sejrsæl af Sverige (og dermed mor til Oluf Skotkonung)  | Efter 1015 |
| Svend Tveskægs 2. hustru (måske: Świętosława)          | ikke-samtidig gengivelse | Levede ca. 1013 ---------------- Det vides, at Svend Tveskæg var gift to gange, derimod er der mere usikkerhed om identiteten af kongens anden hustru. Nordiske kilder omtaler hende som Sigrid Storråde som skulle være datter af en Skoglar-Toste, hvorimod de mere samtidige vest- eller centraleuropæiske kilder får hende til at fremstå som en datter af Mieszko 1. og hendes navn er blevet foreslået som Świętosława eller Saum-Aesa - eller simpelthen blot en erkendelse af en mulig polsk fyrstedatter om hvis navn vi ikke har nogen sikkerhed. | Omstridt | Svend Tveskæg Én af Svend Tveskægs hustruer skulle tillige have været gift med Erik Sejrsæl af Sverige (og dermed mor til Oluf Skotkonung)  | Ukendt |
| Emma af Normandiet                                     | Dronning Emma som gengivet i 1031 i det illuminerede manuskript Liber Vitae | Ca. 988 | Richard 1., hertug af Normandiet og Gunnora | Knud den Store Gift 1. gang i 1002 med Ethelred 2. af England (død 1016)                                                                    | 6. marts 1052. Begravet i Old Minster i Winchester |
| Estrid Svendsdatter også kaldet Margrethe              | Note: ikke-samtidig gengivelse | Før 1005 ---------------- Estrid udgør en enkeltstående anomali blandt danske dronninger, idet hun i 1047 (da hendes søn Svend Estridsen blev konge) blev tildelt titlen dronning selvom hun hverken var gift med eller enke efter en konge og ej heller var regerende dronning. | Svend Tveskæg (moderens identitet er omtvistet) | Ulf jarl Muligvis kortvarigt gift i 1014-1015 med en russisk prins, en søn af Vladimir den Store af Rusland.                                | Efter 1057. Skulle være begravet i Roskilde eventuelt i domkirken |
| Gyda Anundsdatter                                      | | Ukendt | Anund Jakob og muligvis dronning Gunhild | Svend Estridsen | 1049 |
| (Gunhild Svendsdatter)                                 | | Ukendt | Sven Håkonsson og Holmfrid af Sverige | Svend Estridsen Gift 1. gang med Anund Jakob af Sverige                                                                                     | Ca. 1060, Gudhem, Västergötland |
| (Ellisif af Kijev) (opr. Jelizaveta Jaroslavna)        | Ellisif af Kijev | Ca. 1025 | Jaroslav 1. af Kijev og Ingegerd Olofsdatter af Sverige | Svend Estridsen Gift 1. gang med Harald Hårderåde af Norge                                                                                  | Ukendt |
| Margrete Asbjørnsdatter (sv) også kaldet Estrid        | Note: ikke-samtidig gengivelse | Ukendt | jarl Asbjørn (eller Hasbjørn) | Harald Hen | 9. maj 108?. Sandsynligvis begravet i Roskilde Domkirke |
| Adele af Flandern                                      | Greverne af Flanderns våben | Ukendt | Robert af Flandern og Gertrud af Sachsen | Knud den Hellige Gift 2. gang i 1092 med Roger Borsa                                                                                        | Ca. 1115 |
| Ingegerd Haraldsdatter                                 | Norske kongehus | 1046 | Harald Hårderåde og Ellisif af Kijev | Olaf Hunger Gift 2. gang med Filip Halstensson af Sverige                                                                                   | sandsynligvis i 1120'erne |
| Bodil Thrugotsdatter                                   | Mindeindskrift over dronning Bodil | Ca. 1056 | Thrugot Ulfsen Fagerskind og Thorgunna Vagnsdatter | Erik Ejegod | 1103 på Oliebjerget ved Jerusalem Begravet i Josafats Dal |
| Margrete Fredkulla                                     | Kalkmaleri fra Væ Kirke i Skåne fra ca. 1130, hvor Margrete Fredkulla som kirkens stifter sammen med sin mand kong Niels ses gengivet holdende kirken i sine hænder, som hun overrækker til Gud | Ukendt | Inge den ældre og Helena | Niels af Danmark Gift 1. gang med Magnus Barfod af Norge (død 1103)                                                                         | 4. november 1129 eller 1130 |
| Ulvhild Håkonsdatter                                   | | Ca. 1095 | Håkon Finnsson | Niels af Danmark Gift 1. gang med Inge den yngre af Sverige (død 1125); gift 3. gang med Sverker den ældre                                  | 27. juni, nok engang mellem 1143 & 1150 |
| Rikissa af Polen                                       | Polske kongers og hertugers våben | 12. april 1106 (eller 1116) | Boleslav 3. af Polen og Salome af Berg | Magnus Nielsen Gift 2. gang (måske) med Volodar Glebovitj af Minsk (skilt); gift 3. gang med Sverker den ældre af Sverige (død 1156)        | Efter december 1156 |
| Ragnild Magnusdatter (no)                              | Norske kongehus | Ca. 1090 | Magnus Barfod | Harald Kesja | 1135 eller senere |
| Malmfrid Mstislavlsdatter                              | ikke-samtidig gengivelse | Ca. 1105 | Mstislav 1. af Kijev og Kristina Ingesdatter | Erik Emune Gift 1. gang med Sigurd Jorsalfar af Norge                                                                                       | Efter 1137 |
| Lutgard af Salzwedel                                   | | Ca. 1100 | Markgreve Rudolf af Salzwedels og Richardis | Erik Lam Gift 1. gang med Frederik af Sommerscheburg (ægteskabet opløst); gift 3. gang med Hermann 2. af Winzenburg (dræbt 29. januar 1152) | Dræbt 29. januar 1152 i Winzenburg. |
| N.N. ?                                                 | Vi har ingen efterretninger om noget navn til en ægtefælle til Oluf Haraldsen, så angivelsen her er udelukkende tænkt som en illustration af, at det kan have været en mulighed                 | Ukendt | Ukendt | Oluf Haraldsen | Ukendt (den eventuelle ægtefælle, Oluf, blev dræbt i 1143) |
| Helena af Sverige (en)                                 | Heraldisk symbol for den sverkerske slægt | Ukendt | Sverker Karlsson den ældre | Knud 5. | Død ca. 1155 |
| Adele af Meissen                                       | Våbenskjold for markgreverne af Meissen | Ukendt | Konrad den store og Luitgard af Ravenstein | Svend Grathe Gift 2. gang med grev Albert af Aschersleben (de) (død ca. 1171)                                                               | 23. oktober 1181. Muligvis begravet i Brandenburgs Domkirke |
| Dronning Sofie af Minsk eller Novgorod                 | rekonstrueret udseende | Ca. 1140 i Rusland | Volodar Glebovitj (måske) og Rikissa af Polen (oplysningerne om faderen er behæftet med uklarheder, hvorimod moderens identitet ligger fast)                                                  | Valdemar den Store Gift 2. gang med grev Ludvig af Thüringen (forstødt ca. 1190 og vendte tilbage til Danmark)                              | 5. maj 1198 Begravet i Sankt Bendts Kirke i Ringsted |
| Gertrud af Sachsen og Bayern                           | ikke-samtidig gengivelse | Ca. 1154 | Henrik Løve og Klementia af Zähringen | Knud 6. Gift 1. gang med Frederik 4. af Schwaben (død 1167)                                                                                 | 1. juli 1197. Begravet i Væ Kirke i Skåne |
| Dagmar                                                 | ikke-samtidig gengivelse | Ca. 1186 | Premysl Ottokar 1. af Bøhmen og Edel af Meissen | Valdemar Sejr | 24. maj 1212 i Ribe. Begravet i Sankt Bendts Kirke i Ringsted |
| Berengária af Portugal                                 | rekonstrueret udseende | Ca. 1194 i Portugal | Sancho 1. af Portugal og Dulce Berenguer af Barcelona | Valdemar Sejr | 27. marts 1221. Begravet i Sankt Bendts Kirke i Ringsted |
| Eleonora af Portugal                                   | ikke-samtidig gengivelse | 1211 i Portugal | Alfons 2. af Portugal og Urraca af Kastilien | Valdemar den Unge | 28. august 1231. Begravet i Sankt Bendts Kirke i Ringsted |
| Jutta af Sachsen                                       | Som Jutta har været eller kan have været gengivet på et nu forsvundet kalkmaleri i Skt. Bendts Kirke, Ringsted                                                                                  | Ca. 1223 | Albrecht 1. af Sachsen og Agnes af Østrig | Erik Plovpenning Gift 2. gang med Burchard 7. af Querfurt-Rosenburg (i Magdeburg)                                                           | Ca. 1267 |
| Mechtilde af Holsten                                   | Mechtild | 1220 eller 1225 | Adolf 4. af Holsten og Hedvig af Lippe | Abel af Danmark Gift 2. gang med Birger jarl (død 1266)                                                                                     | Ca. 1288. Begravet i Varnhems Klosterkirke i Sverige |
| Margrete Sambiria                                      | Margarete Sambiria | Ca. 1230 | Sambor 2. af Pommerellen og Mechtild af Mecklenburg | Christoffer 1. | 1282. Begravet i klosterkirken i Bad Doberan |
| Agnes af Brandenburg                                   | Agnes af Brandenburg fra kalkmaleri i Sankt Bendts Kirke i Ringsted | 1257 | Johan 1. af Brandenburg og Jutta af Sachsen. | Erik Klipping Gift 2. gang med Gerhard 2. af Holsten                                                                                        | 29. september 1304. Begravet i Sankt Bendts Kirke i Ringsted |
| Ingeborg Magnusdatter af Sverige                       | Ingeborg | Tidligst 1277 | Magnus Ladelås og Helvig af Holsten | Erik Menved | 5. april eller 15. august 1319. Begravet i Sankt Bendts Kirke i Ringsted |
| Eufemia af Pommern                                     | Eufemia | Ca. 1285 | Bogislaw 4. af Pommern og Margrete af Rügen | Christoffer 2. | 26. juli 1330 Begravet i Sorø Klosterkirke |
| Elisabeth af Holsten-Rendsborg (de)                    | Elisabeth af Holsten-Rendsborgs segl | Ca. 1300 | Henrik 1. af Holsten og Hedvig af Bronkhorst | Erik Christoffersen Gift 1. gang med Johan 2. af Sachsen-Lauenburg (død 1322)                                                               | Før 1340 |
| Helvig af Slesvig                                      | Detalje af Dronning Helvig fra kalkmaleri i St. Peders Kirke, Næstved fra ca. 1375 | Ukendt | Erik 2. af Sønderjylland og Adelheid af Holstein | Valdemar Atterdag | Ca. 1374 i Esrum Kloster |
| Navn                                                   | Billede | Født | Forældre | Ægtefælle(r) | Død |

## Skånskedronninger 1335–1360
I 1332 (og de følgende år) solgte grev Johan af Holsten sit pant i Skånelandene til den svenske konge Magnus Eriksson. Denne blev i 1332 hyldet af skåningerne som konge, og Skånelandene blev i de næste 28 år et selvstændigt kongerige i personalunion med Sverige. Magnus Eriksson var selv konge af Skåne i årene 1332-1356/57 og 1359-1360. I den mellemliggende periode var det hans søn Erik Magnusson, der havde myndigheden som konge af Skåne. Da Magnus Eriksson først blev gift i oktober eller november 1335 begynder den selvstændige række af skånske dronninger også først fra dette tidspunkt.
| Navn | Billede                                                           | Født     | Forældre                                                       | Ægtefælle                  | Død                                                          |
| --- | ----------------------------------------------------------------- | -------- | -------------------------------------------------------------- | -------------------------- | ------------------------------------------------------------ |
| Blanka af Namur (no) Dronning 1. gang 1335-1356/57                                                                                                 | Blanka af Namur gengivet på segl fra dokument dateret 1. maj 1346 | Ca. 1320 | Jean 1. Dampierre af Namur og Marie af Artois (Marie d'Artois) | Magnus Eriksson af Sverige | 1363                                                         |
| Beatrix af Bayern (en) | Mindetavle fra 1500-tallet                                        | 1344     | Ludvig 4., tysk-romerske kejser og Margarethe II af Hainault   | Erik Magnusson af Sverige  | 25. december 1359 Begravet i Sortebrødreklostret i Stockholm |
| Blanka af Namur (sv) Dronning 2. gang 1359-1360. I 1360 overgik Skåne til dansk herredømme igen. På dette tidspunkt var Helvig dronning i Danmark. | ikke-samtidig gengivelse                                          | Ca. 1320 | Jean 1. Dampierre af Namur og Marie af Artois                  | Magnus Eriksson af Sverige | 1363                                                         |
| Navn | Billede                                                           | Født     | Forældre                                                       | Ægtefælle                  | Død                                                          |

## Kalmarunionen1375–1448
| Navn | Billede                                                                                          | Født                                        | Forældre                                             | Ægtefælle                                                                            | Død                                                                 |
| --- | ------------------------------------------------------------------------------------------------ | ------------------------------------------- | ---------------------------------------------------- | ------------------------------------------------------------------------------------ | ------------------------------------------------------------------- |
| Margrete 1. – regerende dronning som: "Fuldmægtig Frue og Husbonde og ganske rigens af Danmark formynder" (1387-1412) | Originalbuste af dronning Margrethe (muligvis forarbejde?) - til daglig udstillet på Kalmar Slot | Marts 1353 på Søborg Slot                   | Valdemar Atterdag og Helvig af Slesvig               | Håkon 6. af Norge                                                                    | 28. oktober 1412 ved Flensborg Fjord. Begravet i Roskilde Domkirke. |
| Philippa af England                                                                                                   | ikke-samtidig gengivelse                                                                         | 4. juni 1394 på Peterborough Slot i England | Henrik 4. af England og Mary de Bohun                | Erik af Pommern                                                                      | 5. januar 1430 på Vadstena i Lidköping. Begravet i Vadstena Kloster |
| Dorothea af Brandenburg                                                                                               | Dorothea af Brandenburg                                                                          | 1430 i Brandenburg, Tyskland                | Markgreve Johan af Brandenburg og Barbara af Sachsen | Gift første gang med Christoffer af Bayern d. 12. september 1445 enke 6. januar 1448 | 10. november 1495 i Kalundborg                                      |
| Navn | Billede                                                                                          | Født                                        | Forældre                                             | Ægtefælle                                                                            | Død                                                                 |

## Huset Oldenborg1448–1863
| Navn                                       | Billede | Født                                                                                     | Forældre                                                                                      | Ægtefælle | Død                                                                              |
| ------------------------------------------ | --- | ---------------------------------------------------------------------------------------- | --------------------------------------------------------------------------------------------- | --- | -------------------------------------------------------------------------------- |
| Dorothea af Brandenburg                    | Dorothea af Brandenburg sammen med sin anden ægtefælle kong Christian (eller Kristian) 1. af Danmark, Norge og Sverige | 1430 i Brandenburg, Tyskland                                                             | Markgreve Johan af Brandenburg og Barbara af Sachsen                                          | Gift anden gang med Christian 1. d. 26. oktober 1449                                                          | 10. november 1495 i Kalundborg. Begravet i Roskilde Domkirke.                    |
| Christine af Sachsen                       | Skulptur af dronning Christine af Danmark, Norge og Sverige af Claus Berg fra altertavle i Skt. Knuds Kirke i Odense   | 24. december 1461 i Torgau, Tyskland                                                     | Kurfyrst Ernst af Sachsen og Elisabeth af Bayern                                              | Hans af Danmark                                                                                               | 8. december 1521 i Odense. Begravet i Sankt Knuds Kirke i Odense                 |
| Elisabeth af Habsburg                      | Isabella af Burgund | 18. juli 1501 i Bruxelles                                                                | Filip den Smukke af Kastilien og Johanne af Kastilien                                         | Christian 2.                                                                                                  | 19. januar 1526 i Gent. Begravet i Sankt Knuds Kirke i Odense.                   |
| Sophie af Pommern                          | Sophie af Pommern | 1498 i Stettin                                                                           | Hertug Bugislav X af Pommern og Anna af Polen                                                 | Frederik 1.                                                                                                   | 13. maj 1568 i Kiel. Begravet i Slesvig Domkirke                                 |
| Dorothea af Sachsen-Lauenburg              | Dorothea af Sachsen-Lauenburg                                                                                          | 9. juli 1511 på Lauenburg Slot (de), Lauenburg, Sachsen-Lauenburg                        | Hertug Magnus I af Sachsen-Lauenburg og Katerine af Braunschweig-Wolfenbüttel                 | Christian 3.                                                                                                  | 7. oktober 1571 Begravet i Roskilde Domkirke                                     |
| Sophie af Mecklenburg                      | Sophie af Mecklenburg                                                                                                  | 4. september 1557 i Wismar, Mecklenburg                                                  | Ulrik 3. af Mecklenburg-Güstrow og Elisabeth af Danmark                                       | Frederik 2.                                                                                                   | 4. oktober 1631 Begravet i Roskilde Domkirke                                     |
| Anna Cathrine af Brandenburg               | Dronning Anna Cathrine, maleri fra ca. år 1600                                                                         | 26. juni 1575 i Wolmirstedt                                                              | Joachim Frederik af Brandenburg, og Katharina af Brandenburg-Küstrin                          | Christian 4.                                                                                                  | 29. marts 1612 i København. Begravet i Roskilde Domkirke                         |
| Sophie Amalie af Braunschweig-Lüneburg     | Sophie Amalie af Braunschweig-Lüneburg                                                                                 | 24. april 1628 på Schloss Herzberg, Nedersachsen                                         | Georg af Braunschweig-Lüneburg og Anne Eleonora af Hessen-Darmstadt                           | Frederik 3.                                                                                                   | 20. februar 1685 på Sophie Amalienborg i København. Begravet i Roskilde Domkirke |
| Charlotte Amalie af Hessen-Kassel          | Charlotte Amalie | 27. april 1650 i Kassel, Hessen                                                          | Vilhelm 6. af Hessen-Kassel og Hedvig Sophie af Brandenburg                                   | Christian 5.                                                                                                  | 27. marts 1714 i København. Begravet i Roskilde Domkirke                         |
| Louise af Mecklenburg-Güstrow              | Louise af Mecklenburg                                                                                                  | 28. august 1667 i Güstrow i Mecklenburg                                                  | Gustav Adolf af Meklenborg-Güstrow og Magdalene Sibylle af Slesvig-Holsten-Gottorp            | Frederik 4.                                                                                                   | 15. marts 1721. Begravet i Roskilde Domkirke                                     |
| Anna Sophie Reventlow                      | Dronning Anna Sophie                                                                                                   | 16. april 1693 på Clausholm                                                              | Conrad Reventlow og Sophie Amalie Hahn                                                        | Frederik 4., først gift til venstre hånd, efter Louise af Mecklenburg-Güstrows død i 1721 gift til højre hånd | 7. januar 1743 på Clausholm. Begravet i Roskilde Domkirke                        |
| Sophie Magdalene af Brandenburg-Kulmbach   | Sophie Magdalene | 28. november 1700 på Slottet Schönberg i Schönberg, nu en stadsdel i Lauf an der Pegnitz | Christian Henrik af Brandenburg-Kulmbach og Sophie Christiane af Wolfstein                    | Christian 6.                                                                                                  | 27. maj 1770 på Christiansborg i København. Begravet i Roskilde Domkirke         |
| Louise af Storbritannien                   | Louise af Storbritannien                                                                                               | 7. december 1724 på Leicester House i England                                            | Georg 2. af Storbritannien og Caroline af Ansbach                                             | Frederik 5.                                                                                                   | 19. december 1751 på Christiansborg i København. Begravet i Roskilde Domkirke    |
| Juliane Marie af Braunschweig-Wolfenbüttel | Juliane Marie | 4. september 1729 i Wolfenbüttel, Braunschweig                                           | Ferdinand af Braunschweig-Wolfenbüttel og Antoinette Amalie.                                  | Frederik 5., hans andet ægteskab                                                                              | 10. oktober 1796 på Fredensborg Slot. Begravet i Roskilde Domkirke               |
| Caroline Mathilde                          | Caroline Mathilde | 22. juli 1751 i London                                                                   | Fredrik Ludvig af Wales og Augusta af Sachsen-Gotha                                           | Christian 7. Gift 1. oktober 1766 Ægteskabet opløst ved skilsmisse 6. april 1772 .                            | 10. maj 1775 i Celle, Hannover. Begravet i Stadtkirche St. Marien i Celle.       |
| Marie Sophie Frederikke af Hessen-Kassel   | Marie Sophie | 28. oktober 1767 i Hanau                                                                 | Carl af Hessen og Louise af Danmark                                                           | Frederik 6.                                                                                                   | 21. marts 1852. Begravet i Roskilde Domkirke                                     |
| Caroline Amalie                            | Caroline Amalie | 28. juni 1796 i København                                                                | Frederik Christian 2. af Slesvig-Holsten-Sønderborg-Augustenborg og Louise Augusta af Danmark | Christian 8., hans andet ægteskab                                                                             | 9. marts 1881 på Amalienborg i København. Begravet i Roskilde Domkirke           |
| Navn                                       | Billede | Født                                                                                     | Forældre                                                                                      | Ægtefælle | Død                                                                              |

## Den Glücksburgske slægt1863–
| Navn                                          | Billede | Født                                                | Forældre                                                                      | Ægtefælle     | Død                                                                     |
| --------------------------------------------- | --- | --------------------------------------------------- | ----------------------------------------------------------------------------- | ------------- | ----------------------------------------------------------------------- |
| Louise af Hessen-Kassel                       | Portræt af dronning Louise udført 1881 af Elisabeth Jerichau Baumann - fra Amalienborg-samlingerne                 | 7. september 1817 i Kassel                          | Vilhelm af Hessen-Kassel og Charlotte af Danmark                              | Christian 9.  | 29. september 1898 på Bernstorff Slot Begravet i Roskilde Domkirke      |
| Louise af Sverige-Norge                       | Dronning Louise som kronprinsesse sammen med sin datter prinsesse Louise, uddrag af Laurits Tuxens maleri fra 1883 | 31. oktober 1851 på Stockholms Slot                 | Karl 15. af Sverige og Louise af Nederlandene                                 | Frederik 8.   | 20. marts 1926 på Amalienborg i København. Begravet i Roskilde Domkirke |
| Alexandrine                                   | Dronning Alexandrine og Christian X malet af Michael Ancher, 1915                                                  | 24. december 1879, Schwerin, Mecklenburg-Vorpommern | Frederik Frans 3. af Mecklenburg-Schwerin og Anastasia Mikhailovna af Rusland | Christian 10. | 28. december 1952 i Hellerup. Begravet i Roskilde Domkirke              |
| Ingrid                                        | Dronning Ingrid i 1983 på vej til navngivning af skibet Regina Mærsk                                               | 28. marts 1910 på Stockholms Slot                   | Gustav 6. Adolf af Sverige og Margareta af Connaught                          | Frederik 9.   | 7. november 2000 på Fredensborg Slot. Begravet i Roskilde Domkirke      |
| Margrethe 2. – regerende dronning (1972-2024) | Hendes Majestæt Dronning Margrethe ved førstedagen af P4G Copenhagen Summit 2018                                   | 16. april 1940 på Amalienborg                       | Frederik 9. og Ingrid                                                         | Prins Henrik  |                                                                         |
| Mary                                          | HKH Kronprinsesse Mary som gæst ved kroningshøjtidlighederne for kong Charles III af Storbritannien i maj 2023     | 5. februar 1972, Hobart, Tasmanien                  | John Dalgleish Donaldson og Henrietta Clark Donaldson                         | Frederik 10.  |                                                                         |
| Navn                                          | Billede | Født                                                | Forældre                                                                      | Ægtefælle     | Død                                                                     |

## Ægtefæller til danske monarker uden status som dronning eller majestæt
Den første kvindelig regent i Danmark til at regere i eget navn, Margrete I, havde selv været gift med monarken af et andet land, nemlig Haakon VI af Norge (der tillige i to år i 1360'erne var konge eller medkonge af Sverige).
En række andre danske monarker har derimod gennem tiden haft giftermål, hvor deres ægtefælle ikke har opnået status som dronning eller majestæt i Danmark. Dette kunne have flere årsager. I en del tilfælde bestod ægteskabet kun i en periode, hvor den pågældende monark (endnu) ikke var monark, hvorfor ægtefællen naturligt nok heller ikke var dronning. I en række andre tilfælde var ægteskabet af en sådan status, at monarkens ægtefælle aldrig blev tildelt rang af dronning eller majestæt.

### Ægtefæller uden rang af dronning eller majestæt
| Navn                                                 | Billede | Født                                        | Forældre                                                             | Ægtefælle og status | Død |
| ---------------------------------------------------- | --- | ------------------------------------------- | -------------------------------------------------------------------- | --- | --- |
| Ælfgifu                                              | Note: | Ca. 990                                     | Ælfhelm af Deira (en) og (Wulfrun)?                                  | Knud den Store Blev gift på "dansk vis" omkring 1013. Parret blev skilt igen, da Knud i 1017 giftede sig med Emma. Knud blev først konge af Danmark i 1018 eller 1019                                                          | Efter 1036 |
| Richardis af Sachsen-Lauenburg (Schwerin-Wittenburg) | Note: | Ukendt                                      | Günzelin VI af Schwerin-Wittenburg                                   | Valdemar 3. Vielsesåret og Richardis' alder er ikke kendt, men givet Valdemars alder og kendskabet til børnenes fødselsår har vielsen nok først fundet sted efter at unge Valdemar fratrådte som konge i 1329                  | 1384 |
| Anna af Brandenburg                                  | ikke-samtidig gengivelse | 27. august 1487 i Berlin                    | Johan Cicero, kurfyrste af Brandenburg og Margrete af Sachsen        | Frederik 1. Gift med Frederik 10. april 1502, mens han var hertug af Slesvig og Holsten. Anna døde 9 år før Frederik blev konge af Danmark                                                                                     | 3. maj 1514 i Kiel. Begravet i Bordesholm Klosterkirke                                                                                   |
| Kirsten Munk                                         | Kirsten Munk | 6. juli 1598 på Nørlund                     | Ludvig Munk til Nørlund og Ellen Marsvin                             | Christian 4. Gift med kongen "til venstre hånd" 31. december 1615, blev derfor ikke dronning, men fik titel af grevinde af Holsten i 1627. Parret blev skilt i 1628                                                            | 19. april 1658 på Boller. Begravet i Sankt Knuds Kirke, Odense                                                                           |
| Elisabeth Helene von Vieregg                         | Elisabeth Helene von Vieregg | 4. maj 1679 i Tyskland                      | Adam Otto von Vieregg og Anna Helene von Wulfersdorff                | Frederik 4. Gift med kongen "til venstre hånd" og ophøjet til grevinde 6. september 1703 | 27. juni 1704. Begravet i Vor Frelsers Kirke                                                                                             |
| Charlotte Frederikke af Mecklenburg-Schwerin         | Charlotte Frederikke efter maleri af Carl Frederik von Breda (ca. 1806)                                                           | 4. december 1784 i Ludwigslust, Mecklenburg | Frederik Frans 1. af Mecklenburg-Schwerin og Louise af Sachsen-Gotha | Christian 8. Gift 21. juni 1806 med den danske prins Christian Frederik, inden denne var hverken konge af Norge eller Danmark. Parret blev skilt i 1810                                                                        | 13. juli 1840 i Rom. Begravet på Camposanto Teutonico (den tyske kirkegård) i Vatikanet                                                  |
| Vilhelmine af Danmark                                | Vilhelmine af Danmark, portræt af C.A. Jensen                                                                                     | 18. januar 1808 i Kiel                      | Frederik 6. og Marie Sophie Frederikke af Hessen-Kassel              | Frederik 7. Gift d. 1. november 1828 med prins Frederik, den senere konge. Parret blev skilt d. 4. september 1837 | 30. maj 1891, Glücksborg Slot. Begravet i mausoleum på kirkegården i Lyksborg                                                            |
| Caroline Mariane af Mecklenburg-Strelitz             | I 1841 blev Caroline Mariane af Mecklenburg-Strelitz gift med den danske kronprins Frederik. Detalje fra maleri af Carl Balsgaard | 10. januar 1821, Neustrelitz                | Georg af Mecklenburg-Strelitz og Marie af Hessen-Kassel              | Frederik 7. Gift d. 10. juni 1841 med daværende kronprins Frederik og blev derved Danmarks kronprinsesse. Parret blev skilt d. 30. september 1846                                                                              | 1. juni 1876, Neustrelitz. Begravet i Johanniterkirken i Mirow (de)                                                                      |
| Grevinde Danner                                      | Maleri af Louise Rasmussen | 21. april 1815 i København                  | Gotthilf Ludewig Køppen og Juliane Caroline Rasmussen                | Frederik 7. Louise Rasmussen blev gift med kongen "til venstre hånd" og ophøjet til lensgrevinde af Danner 8. august 1850 | 6. marts 1874 i Genova, Italien. Begravet i slotshaven til Jægerspris Slot                                                               |
| Prins Henrik                                         | Prins Henrik i 2010 | 11. juni 1934 i Talence, Gironde, Frankrig  | André de Laborde de Monpezat og Renée-Yvonne Doursennot              | Margrethe 2. Gift med den danske tronfølger i 1967 og fik titel som prins af Danmark, men fik ikke titel af majestæt ved hustruens trontiltrædelse. Blev i perioden 2005-2016 tituleret som Hans Kongelige Højhed Prinsgemalen | 13. februar 2018, Fredensborg Slot. Urne nedsat i haven ved Fredensborg Slot, halvdelen af asken blev dog strøet over de danske farvande |
| Navn                                                 | Billede | Født                                        | Forældre                                                             | Ægtefælle og status | Død |

### Eksterne links
- Stamtræer – Kongehuset.dk